# Volkssternwarte Zweibrücken
Die Volkssternwarte Zweibrücken ist eine vom Naturwissenschaftlichen Verein Zweibrücken unterhaltene Sternwarte. Sie steht auf dem Zweibrücker Campus der Hochschule Kaiserslautern auf einer Höhe von 321 m über NN. Das Gebäude hat einen Durchmesser von ca. 4,50 Meter und wird von einer rundum drehbaren Kuppel bedeckt. Darunter befindet sich das Herzstück der Sternwarte, das Spiegelteleskop C14.

## Geschichte
Die Idee zur Errichtung einer Sternwarte auf dem Campus hatte der Zweibrücker Professor Peter Pokrowsky vom Institut für Mikrosystemtechnik (IMST) der Hochschule Kaiserslautern. Anlass waren der Vorbeizug zweier Kometen, im Jahre 1996 Hyakutake C/1996 B2 und des Großen Kometen von 1997 Hale Bopp C/1995 O1, sowie die Sonnenfinsternis am 11. August 1999.
Pokrowsky gründete im Jahre 1999 den Naturwissenschaftlichen Verein Zweibrücken, bereits im Jahr 2002 konnte die Sternwarte eröffnet werden, die mit Hilfe der Spenden von Bürgern, Gewerbetreibenden und Industriebetrieben in Zweibrücken und Umgebung finanziert worden war.
Im August 2018 wurde das Gebäude von Hubert Zitt gemeinsam mit Studierenden im Design des Droiden R2-D2 aus den Star-Wars-Filmen gestrichen. Im März 2019 erhielt die R2-D2-Sternwarte große Aufmerksamkeit in den Medien, nachdem der Schauspieler Mark Hamill, der in den Star-Wars-Filmen die Rolle des Luke Skywalker verkörpert, über das Observatorium getwittert hatte.

## Instrumente
Das Hauptinstrument der Sternwarte ist ein Spiegelteleskop der Bauart Schmidt-Cassegrain mit einem Spiegeldurchmesser von 35,6 cm (14 Zoll) und einer Brennweite von 3910 mm. An diesem Teleskop werden verschiedene Okulare mit Brennweiten von 10–40 mm und Vergrößerungen von 98-fach bis 391-fach verwendet.
Zur Beobachtung der Sonne steht ein SolarMax-Teleskop von Coronado mit einer Öffnung von 4 cm und einer Brennweite von 40 cm zur Verfügung. Die dazu gehörigen Okulare erlauben eine Vergrößerung von 16-fach bis 50-fach.

## Öffnungszeiten
Die Sternwarte ist bei klarem Himmel freitagabends ab 20 Uhr sowie bei besonderen astronomischen Ereignissen und nach Vereinbarung für Besucher geöffnet.